# Искра (Хабаровский край)
Искра́ — село в Нанайском районе Хабаровского края. Входит в состав Синдинского сельского поселения. Нанайское национальное село.

## География
Село Искра стоит на берегу Синдинской протоки (правобережная протока Амура).
Село Искра — спутник села Синда, расположено в 2 км ниже по течению.

## Население
| 2002 | 2010 | 2011 | 2012 | 2021 |
| ---- | ---- | ---- | ---- | ---- |
| 57   | ↘35  | →35  | ↗42  | ↘27  |